# Erick Montaño
Erick Omar Montaño Estrada (Ciudad de México, 19 de noviembre de 1985) es un artista marcial mixto mexicano que compite en la división de peso wélter.

## Carrera de artes marciales mixtas

### The Ultimate Fighter: Latin America 2
Montaño fue seleccionada como uno de los miembros del elenco de The Ultimate Fighter: Latin America 2, bajo el equipo de Kelvin Gastelum en abril de 2015.
En la ronda de cuartos de final, Montaño derrotó a Marco Olana por TKO en el primer asalto. Y en las semifinales, derrotó a Vermon Ramos por sumisión en el primer asalto.

### Ultimate Fighting Championship
Montaño hizo su debut en UFC el 21 de noviembre de 2015 enfrentándose a Enrique Marín en la final del torneo peso wélter llevada a cabo en UFC Fight Night 78. Ganó la pelea por decisión unánime.
Montaño se enfrentó a Randy Brown el 17 de septiembre de 2016 en UFC Fight Night 94. Ganó el combate por sumisión en el tercer asalto.
Montaño se enfrentó a Max Griffin el 5 de noviembre de 2016 en UFC Fight Night 98. Perdió la pelea por nocaut en el primer asalto.

## Campeonatos y logros
- Ultimate Fighting Championship
  - Ganador del torneo The Ultimate Fighter: Latin America 2

## Récord en artes marciales mixtas
| Récord profesional | Récord profesional | Récord profesional |
| 18 peleas          | 10 victorias       | 8 derrotas         |
| ------------------ | ------------------ | ------------------ |
| Nocaut             | 2                  | 2                  |
| Sumisión           | 4                  | 4                  |
| Decisión           | 4                  | 2                  |

| Resultado | Récord | Oponente                  | Método                      | Evento                                  | Fecha                    | Ronda | Tiempo | Localización        | Notas                                    |
| --------- | ------ | ------------------------- | --------------------------- | --------------------------------------- | ------------------------ | ----- | ------ | ------------------- | ---------------------------------------- |
| Derrota   | 10–8   | Ricardo Chávez Villaseñor | TKO (golpes)                | BSC 22                                  | 31 de mayo de 2024       | 4     | 4:42   | Ciudad de México    | Por el Campeonato de Peso Wélter de BSC. |
| Victoria  | 10–7   | Iván Castillo             | Decisión (dividida)         | Combate Global: Greyson vs. Dayron      | 1 de abril de 2023       | 3     | 5:00   | Miami, Florida      |                                          |
| Victoria  | 9–7    | Jimmy Sandlin             | Decisión (unánime)          | Combate Global: Mariscal vs. Beltran    | 22 de julio de 2022      | 3     | 5:00   | Miami, Florida      |                                          |
| Derrota   | 8–7    | Mark Martin               | Decisión (unánime)          | Combate Global: Escobar vs. Sanchez     | 29 de octubre de 2021    | 3     | 5:00   | Miami, Florida      |                                          |
| Victoria  | 8–6    | Sydney Machado            | Decisión (unánime)          | Crixus MMA 01                           | 12 de septiembre de 2019 | 3     | 3:00   | Tijuana             |                                          |
| Derrota   | 7–6    | Juan Manuel Suárez        | Decisión (unánime)          | AFL 14: Outbreak                        | 17 de marzo de 2018      | 5     | 5:00   | Las Palmas          |                                          |
| Derrota   | 7–5    | Max Griffin               | TKO (golpes)                | UFC Fight Night: dos Anjos vs. Ferguson | 5 de noviembre de 2016   | 1     | 0:54   | Ciudad de México    |                                          |
| Derrota   | 7–4    | Randy Brown               | Sumisión (guillotine choke) | UFC Fight Night: Poirier vs. Johnson    | 17 de septiembre de 2016 | 3     | 0:18   | Hidalgo, Texas      |                                          |
| Victoria  | 7–3    | Enrique Marín             | Decisión (unánime)          | UFC Fight Night: Magny vs. Gastelum     | 21 de noviembre de 2015  | 3     | 5:00   | Monterrey           |                                          |
| Victoria  | 6–3    | Sergio Cossio             | Sumisión (rear-naked choke) | Xtreme Kombat 27                        | 17 de octubre de 2014    | 1     | N/A    | Ciudad de México    |                                          |
| Victoria  | 5–3    | Polo Reyes                | Sumisión (rear-naked choke) | Xtreme Kombat 25                        | 30 de agosto de 2014     | 1     | N/A    | Naucalpan de Juárez |                                          |
| Derrota   | 4–3    | Pedro Gostinski Jr.       | Sumisión (brabo choke)      | XFC International 2                     | 15 de marzo de 2014      | 2     | 4:00   | São Paulo           |                                          |
| Victoria  | 4–2    | Christopher Ortega        | KO (golpes)                 | Xtreme Kombat 17                        | 21 de septiembre de 2012 | 1     | 1:26   | Ciudad de México    |                                          |
| Victoria  | 3–2    | Ricardo Jivner            | Sumisión (rear-naked choke) | Xtreme Kombat 11                        | 29 de abril de 2012      | 1     | 2:51   | Ciudad de México    |                                          |
| Derrota   | 2–2    | Jonathan Koppenhaver      | Sumisión (armbar)           | Total Combat 33                         | 11 de julio de 2009      | 3     | 0:47   | Ciudad de México    |                                          |
| Derrota   | 2–1    | Alberto López             | Sumisión (armbar)           | Xtreme Fighter Society 1                | 28 de noviembre de 2008  | 1     | 0:57   | Ciudad de México    |                                          |
| Victoria  | 2–0    | Patricio García           | Sumisión (rear-naked choke) | Xtreme Fighter Society 1                | 28 de noviembre de 2008  | 1     | 2:01   | Ciudad de México    |                                          |
| Victoria  | 1–0    | Jesús Escalante           | TKO (golpes)                | Gracie Evolution of Combat 3            | 18 de octubre de 2008    | 2     | 4:01   | León                |                                          |